# 谢尔盖·卡尔吉诺夫
谢尔盖·亨里霍维奇·卡尔吉诺夫（羅馬化：Sergey Genrikhovich Karginov；1969年9月5日—）俄罗斯政治人物，第六届、第七届、第八届国家杜马代表。
1987年至1989年，卡尔吉诺夫在苏联军队服役。1990年代，他曾在Koncor CJSC、Joker LLP、PAG LLP等工业企业担任过各种职务。1999年，他创办了《沃洛格达地区税务新闻》杂志，并于2002年至2003年担任该杂志的主编。2000年至2002年，他担任国家杜马代表顾问。 2003年当选沃洛格达州立法会议代表。2011年当选第六届国家杜马代表。2016年和2021年连任第七届和第八届国家杜马代表。

## 制裁
卡尔吉诺夫于2022年因俄乌战争而受到英国政府制裁。